# Alexandru Froda
Alexandru Froda (16 juillet 1894, Bucarest - 7 octobre 1973, Bucarest) est un mathématicien roumain réputé qui apporte une importante contribution dans les domaines de l'analyse mathématique, de l'algèbre, de la théorie des nombres et de la mécanique rationnelle. Dans sa thèse de 1929, il prouve ce que l'on appelle maintenant le théorème de Froda.

## Biographie
Alexandru Froda est né à Bucarest en 1894. En 1927, il est diplômé de l'Université des sciences (aujourd'hui faculté de mathématiques de l'Université de Bucarest). Il soutient en 1929 sa thèse de doctorat, intitulée Sur la distribution des propriétés de voisinages des fonctions de variables réelles, de l'université de Paris. Il a été élu président de la Société mathématique roumaine en 1946. En 1948, il devient professeur à la faculté de mathématiques et de physique de l'université de Bucarest.

## Travaux
La principale contribution de Froda concerne le domaine de l'analyse mathématique. Son premier résultat important, que l'on appelle maintenant le théorème de Froda concerne l'ensemble des discontinuités d'une fonction à valeur réelle d'une variable réelle. Dans ce théorème, Froda prouve que l'ensemble des discontinuités simples d'une fonction à valeurs réelles d'une variable réelle est au plus dénombrable. 
Dans un article de 1936 il prouve une condition nécessaire et suffisante pour qu'une fonction soit mesurable . 
En théorie des équations algébriques, Froda a montré une méthode de résolution d’équations algébriques ayant des coefficients complexes. 
En 1929, Dimitrie Pompeiu conjecture que toute fonction continue de deux variables réelles définies sur tout le plan est constante si l'intégrale sur tout cercle du plan est constante. La même année Froda prouve que, dans le cas où la conjecture est vraie, la condition selon laquelle la fonction est définie sur tout le plan est indispensable. Plus tard, il a été démontré que la conjecture n’est pas vraie en général. 
En 1907, D. Pompeiu construit un exemple de fonction continue avec une dérivée non nulle, avec un zéro dans chaque intervalle. En utilisant ce résultat, Froda trouve une nouvelle façon de regarder un problème plus ancien  posé par Mikhaïl Lavrentiev en 1925, à savoir s’il existe une fonction de deux variables réelles telle que l’équation différentielle ordinaire {\displaystyle dy=f(x,y)dx} a au moins deux solutions passant par chaque point du plan. 
En théorie des nombres, à côté des triangles rationnels, il a également établi plusieurs conditions ,,,, pour qu'un nombre réel, qui est la limite d'une suite convergente rationnelle, soit irrationnel, prolongeant un précédent résultat de Viggo Brun de 1910.
En 1937, Froda remarque et prouve de manière indépendante le cas {\displaystyle n=1} du théorème de Borsuk-Ulam.

## Voir également